# John Scott (Entomologe)
John Scott (* 21. September 1823 in Morpeth, Northumberland; † 30. August 1888 ebenda) war ein britischer Entomologe. Bekannt wurde er durch seine Arbeit an dem groß angelegten Werk The British Hemiptera, in dessen erstem Band er zusammen mit John William Douglas verschiedene Wanzen erstmals beschrieb, beispielsweise die Familie der Hüftwasserläufer.

## Leben
Scott war Autodidakt und eignete sich nicht nur das technische Wissen seiner Zeit, sondern auch seine Kenntnisse über Musik und englische Literatur sowie vor allem seine außergewöhnliche Artenkenntnis der Insekten im Selbststudium an. Er begann seine berufliche Laufbahn als Ingenieur in Glasgow. Später übersiedelte er nach Stockton-on-Tees und kam dann nach London. Während seiner Wanderjahre, die ihn in verschiedene Beschäftigungsverhältnisse auch nach Spanien, aber später wieder zurück nach England (Plymouth und Lee-on-the-Solent) führten, fand er jedoch immer Zeit Artikel für das wöchentlich erscheinende Magazin Entomologist's Weekly Inteligencer zu schreiben. Im Alter litt er immer öfter unter epileptischen Anfällen, die damals jedoch weder richtig erkannt, noch behandelt werden konnten. Er wurde in eine Anstalt eingewiesen, wo er verstarb.
Die wichtigsten Teile seiner Insektensammlung sind heute im Natural History Museum in London. Andere von Scott gesammelte und bestimmte Insekten wurden von Philip Brookes Mason aus Burton-on-Trent gekauft und befinden sich heute im Bolton Museum.
John Scott ist nicht zu verwechseln mit dem australischen Entomologen A. W. Scott (1800–1883), der sich vorwiegend mit Schmetterlingen beschäftigte.

## Schriften
- mit John William Douglas: The British Hemiptera, Band 1: Hemiptera-Heteroptera. Ray Society, 1865 (die Folgebände erschienen nie), Archive